# Eleccions parlamentàries ruandeses de 1957
Les eleccions parlamentàries ruandeses de 1957 foren unes eleccions indirectes celebrades a Ruanda en 1954.

## Sistema electoral
El Decret del 14 de juliol de 1952 de les autoritats belgues va introduir un element de democràcia al sistema polític ruandès. Es va crear un sistema electoral complicat, que incloïa set etapes d'eleccions per escollir finalment el Conseil Superieur du Pays. El sistema va ser modificat a partir de les eleccions de 1953-54 amb tots els homes majors de 18 anys o més que van poder votar pels Consells de la Sots caps, ja que la votació havia estat prèviament restringida als notables.
| Consell              | Membres elegits                                                                    | Membres Ex officio                         | Altres membres     |
| -------------------- | ---------------------------------------------------------------------------------- | ------------------------------------------ | ------------------ |
| Consell de Sots-caps | 5–10 membres elegits per 10–18 notables                                            | Sots-caps                                  |                    |
| Consell de Caps      | 10–18 membres, 5–9 elegits per sub-caps i 5–9 elegits per notables                 | Caps                                       |                    |
| Consell Territorial  | Sots-caps elegits entre els seus propis i notables elegits pels Consells de Caps   | Caps                                       |                    |
| Consell Superior     | 6 caps elegits del seu propi número, 9 notables elegits pels consells territorials | Rei, presidents dels Consells Territorials | Fins a 8 co-optats |

## Resultats
Les eleccions als sub-caps i als caps van tenir lloc el 1956, amb les eleccions als Consells Territorials i al Consell Superior després de 1957.
| Consells de Sub-caps     | 0 | 2,261 | 0 | 0   | 1,292 | 603 | 0 | 4,160 |
| Consell de Caps          | 0 | 107   | 0 | 298 | 245   | 54  | 0 | 704   |
| Consells Territorials    | 0 | 21    | 0 | 46  | 71    | 46  | 0 | 184   |
| Consell Superior         | 0 | 0     | 1 | 6   | 9     | 10  | 7 | 33    |
| Font: Sternberger et al. |   |       |   |     |       |     |   |       |